# Ременезуб
Ременезуб (Mesoplodon) — рід китів, порівняно невеликі (менші 7 м), стрункі тварини родини дзьоборилових.

## Етимологія
грец. μέσο - «середній», грец. όπλα — «зброя», грец. ὀδών - «зуб». Усе слово може бути перекладено як "озброєний зуб в центрі нижньої щелепи".

## Морфологія
Самці дещо більші за самиць. Дзьоб вузький, витягнутий, конусоподібний, охоплений з боків парою нижньощелепних зубів і не відокремлений від низької жирової подушки, що поступово піднімається до тімені. Велика напівмісячна щілина дихала ріжками звернена вперед. Грудні плавці маленькі, зчленовуються з тулубом близько від голови. Забарвлення тіла темне, але часом з багатьма білими плямами й довгими парними смужками – слідами зубів родичів. Свою назву «ременезуби» одержали завдяки своїм зубам, єдина пара яких по різному сплощена в різних видів в одних лише в 1, 5, а в інших навіть у 8 разів. Сплощеність зубів тим менше, чим ближчі вони до переднього кінця нижньої щелепи. В самиць зуби набагато менші, ніж у самців, і звичайно не прорізаються, або ледь стирчать з ясен; тому визначати вид за черепами самиць дуже важко. Зуби для самців є знаряддям захисту, нападу й боротьби за самицю. Рострум міцний і твердий.

## Систематика
У роді ременезубів розпізнано такі види:
1. Ременезуб атлантичний (Mesoplodon bidens)
2. Ременезуб новозеландський (Mesoplodon bowdoini)
3. Ременезуб Карл-Хубса (Mesoplodon carlhubbsi)
4. Ременезуб Бленвіля (Mesoplodon densirostris)
5. Mesoplodon eueu
6. Кит Жерве (Mesoplodon europaeus)
7. Ременезуб японський (Mesoplodon ginkgodens)
8. Ременезуб Грея (Mesoplodon grayi)
9. Ременезуб Гектора (Mesoplodon hectori)
10. Mesoplodon hotaula
11. Ременезуб Леярда (Mesoplodon layardii)
12. Ременезуб Тру (Mesoplodon mirus)
13. Ременезуб Періна (Mesoplodon perrini)
14. Ременезуб перуанський (Mesoplodon peruvianus)
15. Ременезуб командорський (Mesoplodon stejnegeri)
16. Ременезуб лопатозубий (Mesoplodon traversii)

## Розповсюдженість
Три види ремнезубів живуть в Атлантичному океані, три інших — у північній половині Тихого океану, чотири — у південній півкулі й один вид — у теплому поясі Світового океану.